# 일랴 볼로흐
일랴 안드리요비치 볼로흐(우크라이나어: Ілля Андрійович Волох, 영어: 일리아 볼로크, 1965년 11월 1일~)는 우크라이나의 배우이다.

## 작품 목록

### 영화
- 제미니 맨 (2019년) - 유리 역
- 세기의 매치 (2014년)
- 이민자 (2013년) - 보이텍 비스트리키 역
- 지.아이,조 2 (2013년) - 러시아 대통령 역
- 인디아나 존스: 크리스탈 해골의 왕국 (2008년)
- 찰리 윌슨의 전쟁 (2007년)
- 최첨단 편집 - 영화 편집의 마술 (2004년) - 배우 역
- 스워드피쉬 (2001년)
- 유 턴 (1997년)
- 에어 포스 원 (1997년)
- 파이널 디씨전 (1996년)
- 뱅뱅 (1994년)
- 미드나잇 맨 (1994년)
- 프렌즈 (1994년)